# Jevgenyij Alekszandrovics Jevtusenko
Jevgenyij Alekszandrovics Jevtusenko (Евгений Александрович Евтушенко) (Zima, 1932. július 18. – Tulsa, Amerikai Egyesült Államok, 2017. április 1.) szovjet-orosz költő. A hruscsovi olvadás korszakában feltűnt fiatal költőnemzedék egyik sztárja volt. Műveit több mint hetven nyelvre fordították le. A Szovjetunióban, majd Oroszországban közel 150 kötete jelent meg.

## Élete
1932. július 18-án Zimában született. Apja baltikumi német származású geológus, anyja ugyancsak geológus és színésznő volt. Gyermekkorát Moszkvában, a háborús éveket szülőföldjén töltötte. Érettségi után, 1951-ben a moszkvai Gorkij Irodalmi Főiskolán tanult, ahol renitens magatartása miatt csak 1956-ban végezhetett.
1991-ben meghívták az Amerikai Egyesült Államokba, hogy Tulsa egyetemén orosz irodalomtörténetet oktasson. Azóta felváltva élt a tengerentúlon és Oroszországban.
Többször járt Magyarországon, 2009-ben a Pécsi Tudományegyetem díszdoktorává avatták.
Négy házasságából öt fia született. 2010-ben élete és munkássága megörökítése céljából létrehozta saját múzeumát: a Moszkvához közeli Peregyelkinóban.

## Pályája
Első verseskötete 1952-ben jelent meg A jövő felderítői címmel. 1953-ban írta A Zima állomás című poémáját, amely egy csapásra híressé tette. A Sztálin örökösei és a Babij Jar című költeményei nagy visszhangot váltottak ki a hatvanas években. Elsőként követelte, hogy állítsanak emlékművet a kijevi szurdokban kivégzett zsidók emlékére. 1952 és 1970 között 15 kötete jelent meg. A mama és a neutronbomba című poémájáért 1984-ben Állami Díjat-kapott.

## Művei

### Magyarul
- Rakéták és szekerek; vál. Lénárt Éva, ford. Áprily Lajos et al., bev. E. Fehér Pál; Magvető, Bp., 1963
- Én szólok: Kuba! Prózai poéma; ford. Rab Zsuzsa; Európa, Bp., 1964 (Modern könyvtár)
- Ébredő város. Versek; vál. Pór Judit, ford. Áprily Lajos et al.; Európa, Bp., 1972
- Ballada a nekifutásról; ford. Áprily Lajos et al., vál. E. Fehér Pál; Európa, Bp., 1980
- Jevgenyij Jevtusenko fotókiállítása a Moszkvai Fotóművészek Szakszervezeti Bizottságának szervezésében. Ernst Múzeum, Budapest, 1983. okt. 29-nov. 20.; kiállításrend. Bakos Katalin; Műcsarnok, Bp., 1983
- Ahol a vadgyümölcs terem; ford. Soproni András; Magvető, Bp., 1985 (Világkönyvtár)
- Majdnem utoljára; vál. Bús Ella, ford. Erdődi Gábor et al.; ILK, Bp., 1988